# Aphrodite (album)
Aphrodite è l'undicesimo album in studio della cantante australiana Kylie Minogue, pubblicato il 30 giugno 2010. Si tratta del successore dell'album X, uscito nel 2007. Il primo singolo estratto è All the Lovers, uscito l'11 dello stesso mese, che ha anticipato l'uscita dell'album per l'etichetta discografica EMI. L'intero progetto fonda il proprio tema sull'amore, in netta opposizione e lotta alla morte, dopo il cancro superato nel 2005.

## Descrizione
L'album, di genere pop influenzato da sonorità disco, in tipico stile della cantante, con picchi di elettronica in molti pezzi, vede la collaborazione di noti produttori, soprattutto Stuart Price, di cui la cantante si avvale per coordinare tutto il progetto, per renderlo omogeneo, eventualmente mixando le tracce.
Altri produttori nel disco sono Jake Shears, frontman dei Scissor Sisters, Calvin Harris, Tim Rice-Oxley dei Keane, Nerina Pallot.
L'album volutamente contiene pochi testi scritti dalla cantante. Infatti lei stessa ha dichiarato che l'album rappresenta un periodo felice della sua vita, l'euforia e la felicità di aver ormai sconfitto il cancro (sono passati i cinque anni che la scagionano da ogni possibile riformazione del male): i testi rispecchiano l'animo prevalentemente pop dell'artista, anche se non mancano accenni al suo animo cantautorale.
Il progetto ha avuto uno speciale party di lancio ad Ibiza, il giorno della sua uscita. Kylie ha scelto questo luogo perché da lei indicato come "l'isola dell'amore", in tema con l'intero progetto che si rifà all'amore dai toni mediterranei.
Il primo singolo estratto è All the Lovers, una ballata elettronica da "pelle d'oca", come dice la stessa Kylie.
Il progetto ha come tema principale la Grecia: nella stessa cover si vede Minogue in posa quasi divina, che impersona la dea dell'amore Afrodite, nei tipici toni mediterranei bianco e blu. Il video che accompagna il singolo è anche una rivisitazione del mito di Afrodite in chiave del tutto moderna e nuova.
Il 17 dicembre 2010 è uscito un EP digitale sulla piattaforma iTunes, con due tracce dall'album Aphrodite più un successo natalizio della cantante Santa Baby. L'EP è stato distribuito gratuitamente sulla piattaforma digitale, sotto il nome di A Christmas Gift (Un Regalo per Natale).

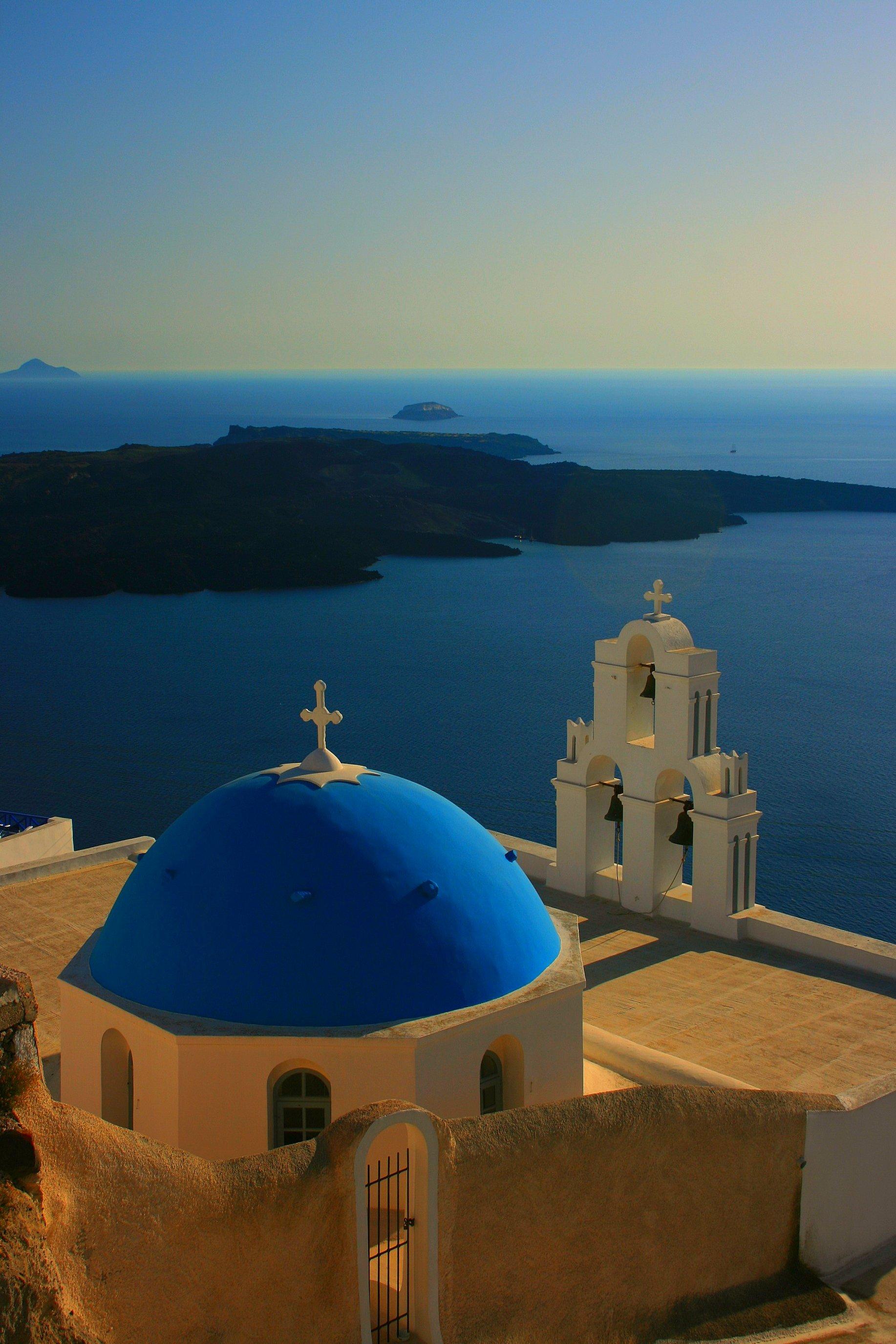
Il santuario di Aghios Theodori nell'isola di Santorini è stato d'ispirazione per la copertina di Aphrodite

## Premi e riconoscimenti
L'album ha procurato all'artista le seguenti nomination per premi musicali internazionali:
| #   | Premio                      | Categoria                  | Paese       |
| --- | --------------------------- | -------------------------- | ----------- |
| 1.  | Aria Music Awards           | Best Female Artist         | Australia   |
| 2.  | Aria Music Awards           | Best Pop Release           | Australia   |
| 3.  | Los Principale Music Awards | Best International Artist  | Spagna      |
| 4.  | NRJ Music Awards            | Best International Artist  | Francia     |
| 5.  | Swedish Awards              | Best International Release | Svezia      |
| 6.  | Brits Awards                | Best International Female  | Regno Unito |
| 7.  | J-Wave Tokyo Hot 100 Awards | Best Female Artist         | Giappone    |
| 8.  | IDMA Awards                 | Best Pop Release           | Global      |
| 9.  | Virgin Media Awards         | Best Single                | Regno Unito |
| 10. | Virgin Media Awards         | Best Album                 | Regno Unito |

## Tracce
1. All the Lovers – 3:22 (Jim Eliot, Mima Stilwell)
2. Get Outta My Way – 3:38 (Mich Hansen, Lucas Secon, Damon Sharpe, Peter Wallevik, Daniel Davidsen)
3. Put Your Hands Up (If You Feel Love) – 3:37 (Finlay Dow-Smith, Miriam Nervo, Olivia Nervo)
4. Closer – 3:09 (Stuart Price, Beatrice Hatherley)
5. Everything Is Beautiful – 3:25 (Tim Rice-Oxley, Fraser T Smith)
6. Aphrodite – 3:45 (Andy Chatterley, Nerina Pallot)
7. Illusion – 3:21 (Kylie Minogue, Stuart Price)
8. Better than Today – 3:25 (Andy Chatterley, Nerina Pallot)
9. Too Much – 3:16 (Kylie Minogue, Calvin Harris, Jake Shears)
10. Cupid Boy – 4:26 (Luciana Caporaso, Magnus Lidehall, Nick Clow, Sebastian Ingrosso)
11. Looking for an Angel – 3:49 (Kylie Minogue, Stuart Price)
12. Can't Beat the Feeling – 4:09 (Borge Fjordheim, Hannah Robinson, Matt Prime, Pascal Gabriel, Richard X)

Tracce bonus
- Heartstrings (Giappone)
- Mighty Rivers (iTunes)

Experience edition
- Dietro le quinte del video di All the Lovers
- Esibizione live durante il For You, For Me Tour
- Dietro le quinte del servizio fotografico di Aphrodite
- Intervista all'album

A Christmas Gift (iTunes)
- Aphrodite
- Can't Beat The Feeling
- Santa Baby

## Successo commerciale

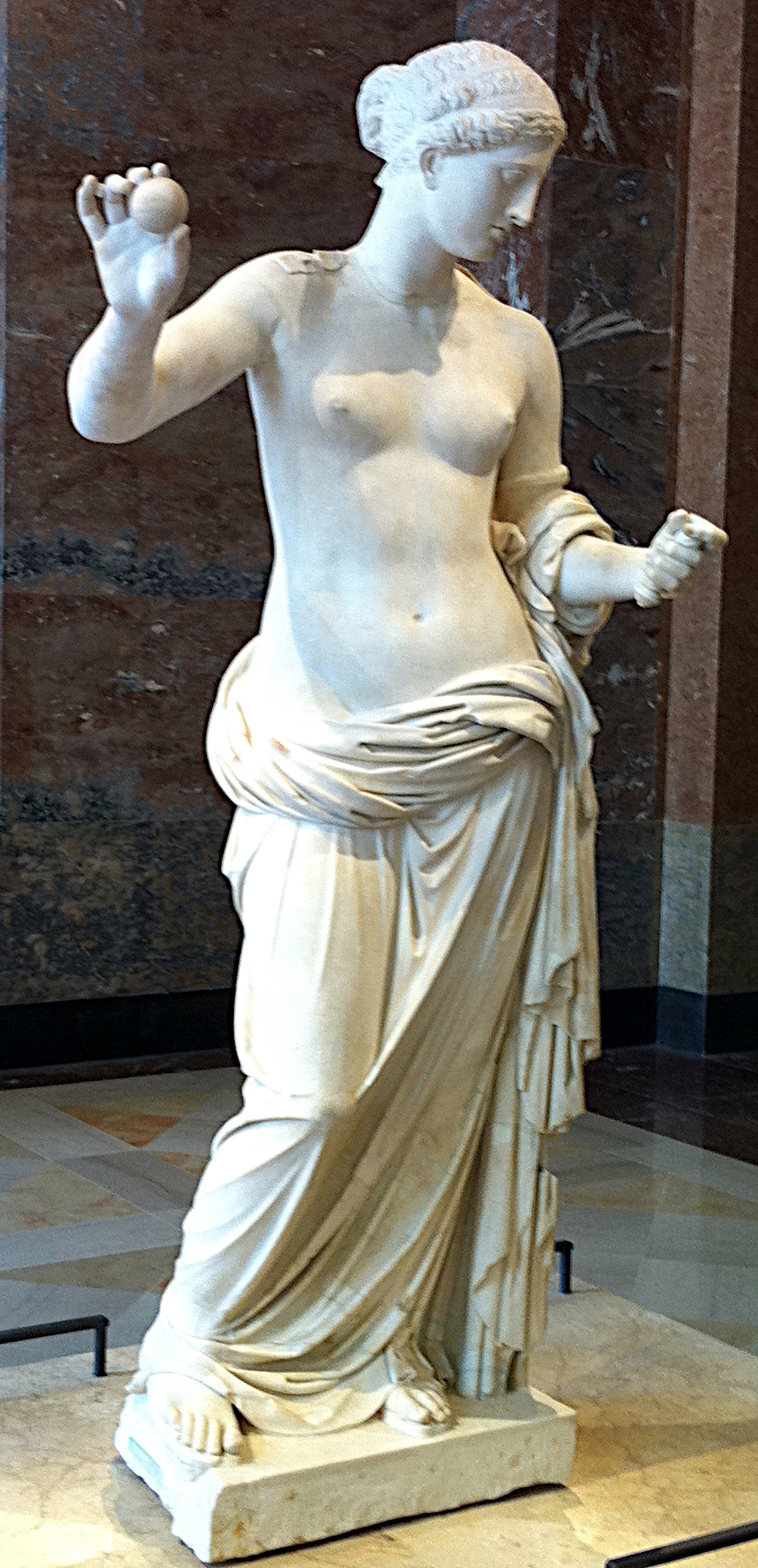
Una statua della Afrodite di Arles, personaggio al quale Kylie Minogue si è ispirata per il disco.

L'album è stato accompagnato da una grande promozione da parte della stampa italiana, tanto da debuttare direttamente alla prima posizione sulla piattaforma digitale di iTunes, il primo giorno di messa in vendita. Nella classifica italiana degli album, invece, entra alla numero 9, facendo ritornare l'australiana nella Top 10 italiana dopo ben 9 anni da Fever, il suo album di maggior successo in patria italiana. Aphrodite entra direttamente alla prima posizione in Inghilterra, dandole il primato di unico artista ad aver piazzato almeno un album al vertice della classifica britannica in quattro decenni differenti: negli anni ottanta, negli anni novanta, nei 2000 e nel nuovo decennio 2010. Dopo ben 9 anni da Fever, la cantante riesce a piazzare un album nella Top 20 americana con il debutto alla diciannovesima posizione. L'album ha ricevuto diverse nomination per migliore album, ha ricevuto lo status di Disco di Platino in Australia e Inghilterra, mentre ha ricevuto il Disco d'oro in Belgio.

## Classifiche
| Classifica (2010)  | Posizione massima |
| ------------------ | ----------------- |
| Australia          | 2                 |
| Austria            | 3                 |
| Belgio (Fiandre)   | 4                 |
| Belgio (Vallonia)  | 3                 |
| Canada             | 8                 |
| Danimarca          | 21                |
| Europa             | 1                 |
| Finlandia          | 22                |
| Francia            | 3                 |
| Germania           | 3                 |
| Giappone           | 28                |
| Grecia             | 1                 |
| Italia             | 9                 |
| Irlanda            | 5                 |
| Messico            | 22                |
| Nuova Zelanda      | 11                |
| Paesi Bassi        | 4                 |
| Polonia            | 6                 |
| Regno Unito        | 1                 |
| Repubblica Ceca    | 5                 |
| Spagna             | 2                 |
| Svezia             | 9                 |
| Svizzera           | 2                 |
| Ungheria           | 18                |
| U.S. Billboard 200 | 19                |

## Date di pubblicazione
| Paese         | Data         | Etichetta        | Formati                                             |
| ------------- | ------------ | ---------------- | --------------------------------------------------- |
| Giappone      | 30 June 2010 | EMI              | CD, CD + DVD (deluxe edition) Download digitale, LP |
| Australia     | 2 July 2010  | Mushroom Records | CD, CD + DVD (deluxe edition) Download digitale, LP |
| Germania      | 2 July 2010  | EMI              | CD, CD + DVD (deluxe edition) Download digitale, LP |
| Paesi Bassi   | 2 July 2010  | EMI              | CD, CD + DVD (deluxe edition) Download digitale, LP |
| Svizzera      | 2 July 2010  | EMI              | CD, CD + DVD (deluxe edition) Download digitale, LP |
| Austria       | 2 July 2010  | EMI              | CD, CD + DVD (deluxe edition) Download digitale, LP |
| Polonia       | 2 July 2010  | EMI              | CD, CD + DVD (deluxe edition) Download digitale, LP |
| Spagna        | 2 July 2010  | EMI              | CD, CD + DVD (deluxe edition) Download digitale, LP |
| Regno Unito   | 5 July 2010  | Parlophone       | CD, CD + DVD (deluxe edition) Download digitale, LP |
| Messico       | 5 July 2010  | EMI              | CD, CD + DVD (deluxe edition) Download digitale, LP |
| Brasile       | 5 July 2010  | EMI              | CD, CD + DVD (deluxe edition) Download digitale, LP |
| Francia       | 5 July 2010  | EMI              | CD, CD + DVD (deluxe edition) Download digitale, LP |
| Danimarca     | 5 July 2010  | EMI              | CD, CD + DVD (deluxe edition) Download digitale, LP |
| Nuova Zelanda | 5 July 2010  | Warner Music     | CD, CD + DVD (deluxe edition) Download digitale, LP |
| Stati Uniti   | 6 July 2010  | Capitol Records  | CD, CD + DVD (deluxe edition) Download digitale, LP |
| Canada        | 6 July 2010  | EMI              | CD, CD + DVD (deluxe edition) Download digitale, LP |
| Taiwan        | 6 July 2010  | Gold Typhoon     | CD, CD + DVD (deluxe edition) Download digitale, LP |